# ロシア・フィルハーモニー管弦楽団
モスクワ市交響楽団《ロシア・フィルハーモニー》（ロシア語: Симфонический оркестр Москвы «Русская филармония»、英語: Moscow City Symphony Orchestra "Russian Philharmonic"）は、モスクワを拠点とするロシアのオーケストラ。モスクワ市が所管する。単にモスクワ市交響楽団と呼ぶ場合が多い。

## 概要
アメリカの実業家テッド・ターナー等によって1993年に開局した放送局TV-6のオーケストラとして、1995年に創設された。当初は、現在の名称の一部となっている「ロシア・フィルハーモニー」（ロシア語: Русская филармония）を名乗っていた。初代芸術監督兼首席指揮者には、アレクサンドル・ヴェデルニコフが就任し、1995年9月29日にモスクワ音楽院大ホールで最初の公演を行った。演奏は好評を博し、公演要請が相次ぎ、最初の音楽シーズンのうちに「モスクワの秋」音楽祭、ノヴゴロドで開催されたラフマニノフ音楽祭などに参加している。2000年に所管がTV-6よりモスクワ市に変わり、2002年からは同年に完成したモスクワ国際音楽堂を拠点に演奏活動を行っている。日本では2002年、2004年に「ロシア・フィルハーモニー交響楽団」名義で公演を行った。
2003年にはドミトリ・ヤブロンスキーを音楽顧問（Music Adviser）として迎える。2006年、ドイツ・グラモフォンからリリースされたショスタコーヴィチ作品の録音が高い評価を受け、グラモフォン賞を受賞した。
NAXOSと関わりが深く、ショスタコーヴィチ、チャイコフスキーなどロシア音楽の他、伊福部昭、大澤壽人、早坂文雄、深井史郎といった日本人の作品群の録音を同レーベルに残している。

## 歴代首席指揮者等
- アレクサンドル・ヴェデルニコフ（1995年 - 2004年）
- ユーリー・コチネフ（2004年 - 2006年）
- マクシム・フェドートフ（2006年 - 2010年）
- ドミトリー・ユロフスキー（2011年 - 2018年）
- ファビオ・マストランジェロ（2018年 - ）